# Hoher Geisberg
Der Hohe Geisberg ist ein vom Regierungspräsidium Freiburg am 29. September 1994 durch Verordnung ausgewiesenes Naturschutzgebiet auf dem Gebiet der Gemeinde Schuttertal im Ortenaukreis.

## Lage
Das Naturschutzgebiet liegt im Naturraum Mittlerer Schwarzwald rund zwei Kilometer nordöstlich des Schuttertaler Ortsteils Schweighausen am Westhang des gleichnamigen Berges. Es gehört vollständig zum FFH-Gebiet Mittlerer Schwarzwald bei Haslach und liegt im Naturpark Schwarzwald Mitte/Nord.

## Schutzzweck
Schutzzweck ist laut Schutzgebietsverordnung „die Erhaltung der durch ehemalige Reutbergwirtschaft geprägten Abhänge des Hohen Geisbergs als Bereich mit besonderer landschafts- und kulturhistorischer Bedeutung, [als] Lebensraum mit verschiedenen Pflanzengesellschaften, insbesondere mit artenreichen und seltenen Gehölzstrukturen, [als] Naturraum von besonderer Eigenart und Schönheit und [als] Demonstrations- und Forschungsobjekt für die Wissenschaft.“

## Geschichte
Am Hohen Geisberg wurde am 27. Februar 1940 das erste Naturschutzgebiet durch Verordnung des Badischen Ministers des Kultus und Unterrichts ausgewiesen. Durch eine Neuverordnung im Jahr 1994 trat diese außer Kraft.